# Retrat de Mae West que pot utilitzar-se com a apartament surrealista
Retrat de Mae West que pot utilitzar-se com a apartament surrealista és una obra del pintor català Salvador Dalí realitzada entre 1934 i 1935. Està feta en guaix sobre paper de diari. Com el seu nom indica, és d'estil surrealista i les seves dimensions són 31 × 17 cm. Es conserva a l'Institut d'Art de Chicago.

## Descripció
Aquesta obra va ser realitzada sobre una foto de l'actriu Mae West publicada en un diari. Dalí crea a partir d'aquesta fotografia un escenari realista d'una estança de l'època usant els trets facials de l'actriu com a mobles i motius ornamentals.
El cabell és usat com una cortina que hi ha a la porta. Cada ull de l'actriu simula un quadre emmarcat, el nas pren la forma d'una xemeneia sobre la qual hi ha un rellotge i, finalment, la boca es converteix en un sofà. El fons de la cara és pintat de vermell per la paret i a la part inferior se simula el pis de la sala. Sobre la barbeta, Dalí, hi pinta unes escales i decora l'exterior de la cambra.

## Reproduccions

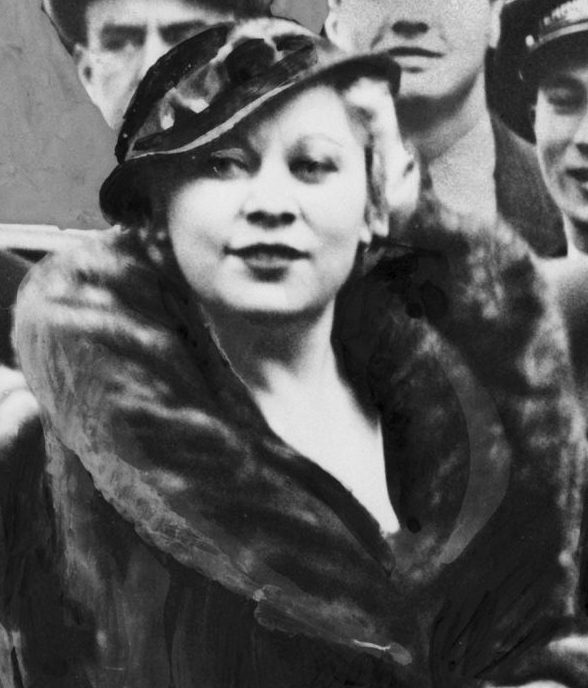
Fotografia de l'actriu Mae West

En els anys trenta, Dalí va encarregar fabricar, a petició de l'anglès Edward James, un sofà semblant al del quadre.
A finals dels anys setanta, Dalí, amb ajuda de l'arquitecte català Òscar Tusquets, va reproduir l'apartament, en tres dimensions, al Teatre-Museu Dalí de Figueres.